# エルヴァンディアストーリー
『エルヴァンディア・ストーリー』（Elvandia Story）は2007年4月26日にスパイクから発売されたPlayStation 2用シミュレーションRPG。

## 概要
本作は、神の欠片「グラセウム」を巡って繰り広げられる"人と人との闘い"を描いた作品。キャラクターデザインは藤原カムイ、サウンドコンポーズは岩垂徳行と日比野則彦、美術設定は草薙。豪華なスタッフを結集させ制作された。
各28章のストーリー、多彩なマップ、豊富なクラスユニット、複数存在するクラスチェンジ、プレイヤーの選択次第で変化するマルチエンディングといった要素が多く、戦略性が求められるゲームである。物語の重要部分や大まかなところは、アニメーションが挿入されている。ストーリー分岐がある。

## ストーリー
エルヴァンディアは、イーティア、カストール、ルーメンの三国から連なる連合国家。カストール領主の息子・アシュレイは幼い頃から、エルヴァンディアの首都・ルーメンで皇太子シャルルの小姓として仕えていた。アシュレイは出生の地カストールからの帰還を久々に果たす。仲間たちと宴を楽しんでいたアシュレイだが、そこへ悲報は舞い込んできた。首都ルーメンに、大陸北部に勢力を持つゲネスの軍隊がルーメンに侵攻して来た。アシュレイはゲネス軍の侵攻を止めるため、危険を省みず戦火の地となっているルーメンへ旅立つことを決意。アシュレイはルーメンを救うことができるのか、ゲネス軍の企みとは一体何なのか。今、王国の平和を取り戻す為の戦いが始まろうとしていた……。

## 登場人物

### カストール
アシュレイ
声 - 結城比呂
14歳、身長175cm。クラスは戦士。
本作の主人公。ライオンのような髪型が特徴。カストール領を統治するモルデンの息子。9歳のときからルーメンに滞在しており、シャルルの小姓を勤めている。性格は朗らかで行動的。自分の信念は曲げること無く行動する。他者や仲間を思いやる気持ちは強く、彼を慕う者は多い。その思いやる気持ちゆえか、ルーメンがゲネス軍に侵攻されたと聞いたときは父の制止を耳に傾けず、ルーメンへ飛び出してしまうという無鉄砲さもある。精神力は強いが、ゲネス軍にシャルルを殺害されたという憎しみが強く、冷静になりきれないという年相応の弱さもある。
出生には秘密があり、モルデンは実父では無く、シャルルと双子の兄弟でアシュレイが弟。代々、エルヴァンディアにおいては長男しか後を継げず、次男以降は内紛の原因となるため、抹殺されるところだった。が、王女が拒んだため、モルデンに預けられることになった。
サックス
声 - 小林和矢
17歳、身長178cm。クラスは剣士。
アシュレイの従者で縁の下の力持ち的存在。性格は沈黙で無口。第1章から登場。アシュレイが無断でカストールを飛び出して来た時は彼に着いていくなど、彼との絆は強い。幼少に父親を失い、姉や母とも生き別れになる。10歳の時にモルデンに保護され育てられてきた。
スタンリー
声 - 桑原敬一
15歳、身長175cm。クラスは騎士（見習い）。
アシュレイの幼馴染兼親友。第1章から登場。アシュレイの控えめな性格とは対照的に、積極的な行動を好む。ワイツに弟子入りをした。アシュレイだけではゲネスを救えないという、モルデンの命令によりアシュレイの旅に加わる。女子にすぐ声を掛けナンパするプレイボーイ。ルシッドとはエンディアス武術大会以来の知り合い。
モルデン
声 - 坂口候一
40歳。アシュレイの父親だが血縁関係は無く、アシュレイを引き取り育て来た。エルヴァン王国の重鎮として国政に参加し、ルーメンの国王であるグッドウッド3世を支えてきた苦労人。男気があり、誰にも分け隔無く接する態度から、誰とでも話せるタイプ。息子のルーメン行きを一時は反対したものの、スタンリー達にアシュレイと共に行くことを命じる。
近衛兵ランバント
声 - 岡野浩介
クラスは突撃兵。
カストール領主モルデンの配下。第1章から登場。真面目で勤勉、曲がったことが大嫌いといった典型的な熱血漢。ワイツ同様、戦場では常に最前線に立っている。故国を愛し、家族を守るために戦うよき父親。スタンリー同様、アシュレイの旅に加わる。6章では、彼が死亡することでストーリーが分岐する。
ワイツ
声 - 仁古泰
クラスは守護騎士。
カストールの重臣。第1章から登場。数々の戦で手柄を立ててきた。モルデンとは親友で、戦場ではランバントと共に最前線に立っている。後にアシュレイやスタンリー達の教育係になる。アシュレイの旅に加わる。数々の騎士達を育成しており、知り合いも多い。6章では、彼が死亡することでストーリーが分岐する。
ブラン
声 - 鈴木琢磨
クラスは工兵。
先の大戦で孤児となり、盗賊の首領に拾われて以来、盗賊として育つ。盗んだものや密貿易商などを装い利益となった物は、孤児や民衆に分け与える義賊。アシュレイと出会って彼の心に打たれ改心し、彼に協力する。
テス
声 - 清水こずえ
13歳、身長164cm。クラスは僧侶。
カストール山岳地帯中腹に位置する修道院の修道女。第4章から登場。ラーパスは彼女の生まれ故郷。心優しいが芯は強い。一度言い出したら聞かない頑固者。魔法や回復魔法が使え、前線では役に立たないが回復役としては使える。

### ラーパス
ブルーマントル
声 - 金光宣明
ラーバス領主でありエミリアの父親。第5章から登場。モルデンの盟友であり「エルヴァンディアの両頭」と呼ばれる。無口だが温厚な人物。戦略を得意とし、頭の回転が速いタイプ。アシュレイとシャルルが双子ということはモルデン、ブルーマントル、グッドウッド3世の3人だけの内密だったが、エルヴァンディアの継承者がいなくなったことで、その内密を皆に打ち明ける。エルヴァンディアの未来をアシュレイに託す。
エミリア
声 - 小清水亜美
14歳、身長166cm。クラスは騎士。
ブルーマントルの娘。本作のヒロイン。クラスは騎士。ラーパス国王・ブルーマントルの一人娘。母親は彼女が幼い頃に死別しており、それ以来自由奔放に育つ。勝気でお転婆娘。スタンリー曰く「お転婆だけが取り柄」。アシュレイやワイツ達とは旧友。剣の腕前が男並み以上で、家臣の中でも勝てる者はほとんどいない。第5章から登場。ルインの森でゲネス軍の人質にされていたところをアシュレイ達に助けられ、束の間にシャルルが死亡してしまいその責任を重く感じるようになってしまう。戒めとしてアシュレイ一行に加わる。
フロロ
声 - 牧口真幸
13歳、身長160cm。クラスは魔術師。
アシュレイとはカストール時代の幼馴染。第5章から登場。武術の才能が無く、自らの人生を切り開くため、カストールを離れて魔法学校に入る。気弱で肝心なところで度胸が入らない、優柔不断な性格。
アシュレイ一行がラーパスへ来ることを知り待っていたが、逆に腹が減っているところを彼らに助けられる。アシュレイ達に協力することになり旅に加わる。

### 王都ルーメン
グッドウッド3世
ルーメンの国王であり、モルデンとは旧知の仲。第2章登場。王都ルーメンをゲネス軍に侵略された挙句、殺害されてしまう。
シャルル
声 - 園崎未恵
14歳、身長170cm。クラスは戦士。
エルヴァンディアの皇位継承者。第2章から登場。心優しく、身分・男女に分け隔てなく接することから、家臣からの人望も厚い。かくれんぼをするときは決まって、王宮の裏側の薪小屋に隠れ、そこでアシュレイ達に救われた。アシュレイの兄。6章でゲネス軍に崖から突き落とされ死亡する。
ヴァルモン
声 - 三宅健太
24歳、身長178cm。クラスは騎士。
冷静沈着で、周りに流されること無く自分の任をこなす護衛隊隊長。第2章から登場。グッドウッドが信頼している人物の1人。剣の修行のため、カストールに滞在したことがあり、その時ワイツの手ほどきを受けたことがある。ルーメンが侵略されたときに、グッドウッド3世に庇われ助かり、国王を救えなかったことを後悔している。6章では、彼が死亡することでストーリーが分岐する。

### アポイナ山
エルパランス
声 - 糸博
180歳、身長190cmの大男。クラスは大賢者。
エルヴァンディア建国時の戦争で、エルヴァンディアに勝利を齎した張本人。その強大な魔力ゆえに人の理を超越しているが、犠牲が多く出たため自責の念に苛まれ隠遁生活を送る。若者達に魔術の才能を引き出し、指導して来た大賢者。彼が住んでいるアポイナ山は誰にも侵入させないため、結界が張ってある。マグダフは彼の一番の弟子だった。なお、彼が仲間になるルートが存在する。

### ゲネス
トリンガー
声 - 永野広一
ゲネスに伝わる伝説の暗殺集団「モルセーゴ」の現リーダー。第5章のボスを倒した後登場する。自分の目的のためなら手段を選ばない、役立たずな仲間は殺すといった冷酷無比な男。
ステラ
声 - 茶乃
15歳、身長158cm。クラスは工兵。
ゲネスに伝わる伝説の暗殺集団「モルセーゴ」の少女。孤児で幼少に一団に拾われ、立派な暗殺者になるため、英才教育を受けてきた。
ロテリック
ゲネスに伝わる伝説の暗殺集団「モルセーゴ」の一人。感情が無く血も涙も無い男。
マグダフ
声 - 上別府仁資
ゲネス軍をエルヴァンディアに侵攻させることを命令した張本人。ゲネスの軍隊を我が物にし、この世界を支配するためエルヴァンディアを侵攻して来た。エルパランスはマグダフの魔道の師。
ゲーリング
声 - 永野広一
マグダフの側近として仕えている男。一地方官だった頃にマグダフに拾われたおかげでゲネス軍の有力な位に就くようになったが、密かに彼を蹴落として自分が上につこうという野望を持っている。しかし、野望をむき出しにして自分の手柄を取ろうと戦っている軍人たちを虚しいものだと考えている面も見られる。
タイロン
声 - 河本邦弘
28歳。ゲネス最強の「四天王」の1人で北部方面司令官。力で押す戦略を得意とし、戦と部下との宴をこよなく愛する男。しかしマグダフやゲーリングはドロイゼンを重く扱っているため、ほとんど自分に任務が回ってこないことを不満に感じている。同様にドロイゼンのこともよく思っていない。
ハーキュリー
声 - 平井啓二
26歳。「四天王」の1人で南部方面司令官。頭脳を使った「美しい」戦略を得意とし、凧を背負って空から攻撃してくる「カイト部隊」は彼独自のもの。ナルシストな性格。
デスティーア
声 - 岡野浩介
26歳。「四天王」の1人で西部方面司令官。見た目は小柄で少年のように見えるが、強大な魔術を持っている魔術師で、配下にも魔術に長けた者を従えている。他の四天王と違いクールな性格で「（出世などの）野望は持っていない」と言う。
ドロイゼン
声 - 佐々木健人
18歳。「四天王」の1人で東部方面司令官。四天王の中では最年少だが、軍のリーダーシップや騎士道精神に長けており、マグダフやゲーリングにも一目置かれている。事実四天王のリーダー的存在。あるルートでは彼の出生について衝撃の事実が明かされる。
ゲネス王
マグダフが現れるまでゲネスを統治していた王。本名は明かされていない。彼がゲネスを統治していた頃のエルヴァンディア王国との仲は良好なものであり、娘・マチルダをルーメンへ嫁がせている。つまりアシュレイの祖父にあたる人物。
カイ
声 - 和田みちる
クラスは吟遊詩人。
アシュレイを捜して旅をしていた謎の少年。目的はエルパランスとアシュレイ達を導き、戦争の首謀者・マグダフを退治させることだった。
その正体はゲネス軍の首謀者・マグダフの息子。父親のやり方に抵抗を持っていて、マグダフに対抗すべく力のあるもの達を捜していた。そこでアシュレイ一行と出会い、共に旅をする。
マチルダ
声 - 田中涼子
28歳。ゲネス国王の娘で、シャルルとアシュレイの母親。嫁ぎ先のルーメンの国王・グッドウッド3世との夫婦愛は本物だったが、エルヴァンディアとゲネスの仲が険悪になってしまったせいでその仲を引き裂かれ、時代に翻弄されてしまった悲劇の人物。
ストーリー中では話づてに聞くのみの存在で、病で亡くなってしまったとされている。しかし、ある1つのルートでのみ生存しており素生も明らかになっている。そのルートでは顔を仮面で隠した上に「サイーデ」という偽名を名乗り、アシュレイに対しての母親の情を隠したまま行動を共にしていた。

### イーティア
コランタン
声 - 小林和矢
ゲネスからイーティアへ派遣された施政官。8章のボス。レジスタンスとは対立しており、コランタンが来てからは、イーティアからは以前のような活気が無くなっている。金に目が無く自分の出世を第一とした自己中心的な考えを持っている。また、自分が窮地に陥ると金で解決するなど、精神面は非常に脆い。
ルシッド
声 - 羽多野渉
クラスは弓兵。
イーティアの有能な官僚だったが、イーティアがゲネス軍の侵攻に落ちたとき職を捨て、地下に潜りレジスタンス運動のリーダーとして活動する。リーダーシップがある。スタンリーとはエルヴァンディアの武術大会以来の知り合い。第8章でイーティアがゲネス軍に侵攻されたときにアシュレイ達に救われ、目的が一緒だと知り彼等の旅に加わることになる。
ルネ
声 - 田中涼子
クラスは弓兵。
ルシッドとは同じレジスタンスの仲間であり、ルシッドから弓の手ほどきを受けていた。アシュレイ達に助けられるというルートが存在する。

### ケラソス
ロイシュナー
ケラソスを統治する王。王妃を病で喪ったばかりで、ルートによってはドーラとドリーにそこをつけこまれ、政治の権限を奪われている。
セドリック
クラスは魔術師。
かつてロイシュナーに武官として仕えていた身。魔術師としてはフロロより先輩。少々気が弱い性格だが、自分の意思で正しい道を切り開いていく勇気をも持ち合わせている。どのルートでも仲間になるキャラクターだが、何故か声がついていない。
ドーラ
声 - 相橘愛子
クラスは暗黒魔術師。
ゲネス軍の手先としてケラソスに滞在している妖艶な美女。元踊り子でもあり、常にロング丈の黒いドレスと孔雀羽の扇子を身につけている。ルートによっては仲間になる。

### その他
ジェシカ
声 - 園崎未恵
15歳、身長165cm。クラスは剣士。
武術を修行する父と放浪してきた。長期滞在時にアシュレイ達と知り合う。父の仕官先ゲネスへ向かうが、父は旅先で殺害される。以来、父親の敵を討つために武者修行を繰り返してきた。
ドリー
声 - 相橘愛子
クラスは異端審問官。
ドーラの妹にあたる人物。姉に付き従い行動を共にしているが、ルートによっては姉と別行動でアシュレイを待ち伏せしたり、ゲネスから命からがら逃げてきたりするなど設定が大きく変わっているキャラクターの1人。衣装は姉同様ロング丈の黒いドレスだが、露出度は彼女の方が多い。

## 地理
エルヴァンディア王国
大陸南部のカストール、ルーメン、イーティアの三国から連なる連合国家。エルヴァンディア国王であるグッドウッド3世とその皇太子シャルルが統治している。
カストール
エルヴァンディア連合国家の一つ。本作の主人公アシュレイの父・モルデンが統治している。
王都ルーメン
エルヴァンディア連合国家の一つ。エルヴァンディア王国の王都機関を担う都市。
イーティア
エルヴァンディア連合国家の一つ。ゲネス軍のコランタンが政治をしている。ゲネス軍に対抗するレジスタンスがあり、街の雰囲気は滅茶苦茶。
ラーバス
エルヴァンディア王国南部に位置する都市。国王はエミリアの父・ブルーマントル。
ゲネス帝国
大陸北部に位置する。世界を支配するため、軍をエルヴァンディアに侵攻させる。
ケラソス
エルヴァンディアとゲネスの乱戦の最中でも中立の立場を貫いている国家。ロイシュナー公が統治しているが、ルートによっては他者に政の権限を握られてしまっている。
ルインの森
エルヴァンディア王国南部に位置する、大きな森。エミリアが人質にされていた場所。
アポイナ山
大賢者・エルパランスが住居している聖なる山。
山麓の修道院
カストールからラーバスへ向かう途中にある修道院。光の神グウィンを心酔する宗教。

## 用語
グラセウム
太古の昔、神々が争いを起こし、互いに滅んでしまったその時に砕け散った肉体の欠片。ゲーム中のイベント、村の訪問、戦闘マップのクリア条件で入手可能。「光のグラセウム」と「闇のグラセウム」が存在する。ある程度物語が進めば、グラセウムを合成することが出来る。
モルセーゴ
ゲネスに伝わる伝説の暗殺集団。現ボスはトリンガー。女、老人関係無く大量虐殺を行う。

## クラスとクラスチェンジ
戦士
主に剣を装備して戦い、軽い盾を装備することも出来る。中には斧を装備して戦う者もいる。攻撃力が高い反面、防御力が低いといった弱点がある。盾を装備すれば防御力を補える。
剣士
剣を専門に使い、両手剣を装備することが可能。両手を使うため盾を装備することは出来ない。戦士同様防御力は低いが、必殺の一撃が出やすい。
騎士
槍の専門家。防御力に優れ、騎士盾を装備することが可能。しかし、まだ乗馬が出来ないため移力は人並み。
突撃兵
斧を装備して戦い、体力が高い。巨大な盾を装備することが可能で、移動力は低い。
工兵
盗みや鍵開けを得意とする特殊行動が可能。装備武器は短剣や斧だが、盾は装備できない。
僧侶
味方の回復や援助、ステータス強化と言った支援が専門。物理防御力が弱いが魔法防御力が強い。戦場の最前線に出て戦うことは不可能だが、上級クラスになれば戦うことは可能。
魔術師
僧侶とは対照的に、敵への能力低下、闇魔法の使い手。僧侶同様、盾を装備できない。移動力、体力は低い。
吟遊詩人

弓兵

### 上級クラス
勇者
攻守共に優れた勇敢な心を持った正義の剣士。命中率が高く、軽い盾を装備することが可能。
狂戦士
戦うことを恐れず勇猛果敢な闇の戦士。力が強く必殺攻撃が発生する確率が高い。
剣聖
神並みに位が高いと言われている。正確無比な命中率を誇り、防御力が高い。だが、体力は少ない。
剣豪
聖騎士
暗黒騎士
闘将
猛将
怪盗
暗殺者
弓騎兵
狙撃兵
司教
異端審問官
賢者
暗黒魔道師

### クラスチェンジ
神の力を宿すグラセウムを使うと上級職クラスが可能。クラスチェンジをすることでパラメータが上昇する。

## スタッフ
- キャラクターデザイン - 藤原カムイ
- サウンドコンポーズ - 岩垂徳行
- シナリオ・脚本 - いしぜきひでゆき
- 美術設定 - 草薙

## コミック
『月刊少年ファング』にて森本尚司によりコミカライズされている。

## 関連商品
- サウンドトラック - 『エルヴァンディアストーリー オリジナルサウンドトラック』 2007年5月2日[2]
- 攻略本 - 『エルヴァンディアストーリー　ザ・コンプリートガイド』2007年5月30日[3] ISBN 978-4840238960